# David Duchitanga
David Duchitanga Morocho (Ludo, Sígsig, 15 de enero de 1992) es un abogado, deportista y político ecuatoriano. Es el actual Alcalde de Sígsig, desde el 14 de mayo de 2023.

## Biografía
David Duchitanga nació el 15 de enero de 1992, en la parroquia ecuatoriana de Ludo, cantón Sígsig . Sus Estudios de primaria los curso en la escuela María Auxiliadora de la comunidad de Cashapugro. La secundaria la realizó en la colegió de educación a distancia Monseñor Leónidas Proaño. El estudiar a distancia le permitía trabajar en carpintería y construcción con la única motivación de ayudar a su familia. Al terminar el colegio empieza sus estudios universitarios en la Universidad de Cuenca, obteniendo el título de abogado de los Tribunales de la República del Ecuador. Al graduarse fue abogado en libre ejercicio, hasta su primera elección.

## Vida política
Su vida política inicia con el partido Unidad Popular postulándose para presidente del Gobierno Autónomo Descentralizado de la Parroquia de Ludo, donde gana la presidencia. Entre las obras que destacan se encuentran la construcción de 10 km de doble tratamiento superficial bituminoso entre la vía Serrag – Ludo, la construcción de una pista de Motos, la generación de proyecto turístico Laguna de las mil caras, construcción del Museo Parroquial, adquisición de una retroexcavadora, volqueta y mini cargadora, construcción del primer mercado parroquial, constitución de la asociación de toquilleras de Ludo, creación de las playas de San Chillo, creación del complejo deportivo de Ludo. La gestión realizada en la parroquia de Ludo le permitió en una de las elecciones más reñidas del cantón Sígsig, el 13 de febrero del 2023 ser electo como alcalde del cantón Sígsig, siendo el más joven en su historia en ocupar esta dignidad.